# Pere Navarro i Olivella
Pere Navarro i Olivella (Barcelona, 25 de maig de 1952) és enginyer industrial i polític català. Inspector de Treball per oposició, ha desenvolupat com a directiu diversos càrecs a l'administració pública. És el Director General de Trànsit des de juliol de 2018, càrrec que ja va ocupar entre 2004 i 2012.

## Biografia
Navarro és enginyer industrial per l'Escola Tècnica Superior d'Enginyers Industrials de Barcelona, havent-se llicenciat en 1974. Posteriorment va obtenir una diplomatura en Administració d'Empreses per l'Escola d'Administració d'Empreses (1975). En 1977 va ingressar per oposició al Cos Superior d'Inspectors de Treball i Seguretat Social.
Posteriorment va ser delegat de la Conselleria de Treball de la Generalitat a Girona (1979-1983), cap del gabinet del governador civil de Barcelona (1983-1985), Governador Civil de Girona (1985-1996) i cap d'equip de la Inspecció de Treball i Seguretat Social a la província de Barcelona (1996-1999). Entre 1999 i 2004 Navarro va treballar a l'ajuntament de Barcelona, primer com a director del Servei de Transports i Circulació i després com Comissionat de Mobilitat, Transports i Circulació. Després de l'arribada al poder del govern de José Luis Rodríguez Zapatero va ser nomenat Director General de Trànsit, càrrec que va conservar durant les dues legislatures socialistes (2004-2011), amb tres ministres d'Interior diferents. La seva substitució no va ser anunciada pel nou ministre d'Interior, Jorge Fernández Díaz, fins a febrer de 2012, sent un dels últims alts càrrecs nomenats en els governs de José Luis Rodríguez Zapatero a romandre en el seu càrrec. Durant el seu mandat es va implantar el carnet de conduir per punts i es va assolir una importantíssima reducció de la sinistralitat viària, que va caure un 50%: cada any es van reduir les morts respecte a l'anterior, i el 2011 havia baixat fins a 1479 persones (la primera volta en cinquanta anys que baixava de 1500). El 2009 va ser guardonat amb el premi "Mejor Ingeniero del Año" pel Colegio Oficial de Ingenieros Industriales de Madrid (COIIM).
En juliol de 2018 va tornar el càrrec de Director General de Trànsit.